# Anastasija Savčuk
Anastasija Hennadiïvna Savčuk (in ucraino Анастасія Геннадіївна Савчук?; Charkiv, 2 marzo 1996) è una nuotatrice artistica ucraina.

## Palmarès
- Giochi olimpici

Tokyo 2020: bronzo nel duo.
- Mondiali

Barcellona 2013: bronzo nella gara a squadre (programma tecnico, libero combinato e libero);
Budapest 2017: argento nella gara a squadre (libero combinato), bronzo nella gara a squadre (programma tecnico e libero) e nel duo (programma tecnico e libero).
Gwangju 2019: oro nell'highlight; bronzo nel duo (programma tecnico e libero), nella gara a squadre (programma tecnico e libero) e nel libero combinato.
- Europei

Berlino 2014: oro nel libero combinato, argento  nella gara a squadre;
Londra 2016: oro nella gara a squadre (libero combinato), argento nella gara a squadre (programma tecnico e libero) e nel duo (programma tecnico e libero);
Glasgow 2018: oro nella gara a squadre (libero combinato), argento nella gara a squadre (programma tecnico e libero) e nel duo (programma tecnico e libero).